# Hr.Ms. Kortenaer (1895)
Hr. Ms. Kortenaer was een Nederlands pantserschip van de Evertsenklasse, gebouwd door de Rijkswerf in Amsterdam.

## Specificaties
De bewapening van het schip bestond uit drie (een dubbele en een enkele) 210 mm kanonnen, twee enkele 150 mm kanonnen, zes enkele 75 mm kanonnen en drie 450 mm torpedobuizen. Het pantser langs de zij van de romp was 150 mm dik en het pantser rond de geschuttorens 240 mm dik. Het schip was 86,2 meter lang, 14,33 meter breed en had een diepgang van 5,23 meter. De waterverplaatsing bedroeg 3463 ton. De motoren van het schip leverden 4700 pk waarmee een snelheid van 16 knopen gehaald kon worden. Het schip werd bemand door 263 man.

## Diensthistorie
Het schip wordt op 27 oktober 1894 te water gelaten op de Rijkswerf te Amsterdam. Op 17 december 1895 wordt de Kortenaer in dienst genomen.
4 februari vertrekt ze voor oefening naar de Middellandse Zee samen met haar zusterschip Hr. Ms. Evertsen.
11 mei 1896 wordt een samenscholingsverbod afgekondigd tijdens de havenstaking in Rotterdam. Twee dagen daarna op 13 mei stoomt de Kortenaer de Maas op. Het schip wordt later door haar zusterschepen Hr. Ms. Piet Hein en de Evertsen en de politieschoener Argus afgelost. Tijdens de staking worden 300 grenadiers ingezet om het Rotterdamse politiekorps te versterken. De staking wordt op 21 mei dat jaar beëindigd.
Op 30 mei 1913 lost het schip de Gelderland af in Constantinopel welke daar aanwezig is vanwege opgelopen politieke spanningen en de direct naderende oorlogsdreiging in verband met de oorlog op de Balkan.
Op 12 april 1914 wordt het schip vanuit Curaçao naar de Mexicaanse kust gezonden vanwege opgelopen spanningen tussen Mexico en de Verenigde Staten en om het complex van de Nederlandse Petroleum Maatschappij La Corona te Tampico te beschermen.
In 1920 wordt ze uit dienst genomen.